# 蕭伊芳
蕭伊芳，中華民國外交官。畢業於臺北市立中山女子高級中學、國立臺灣大學外國語文學系學士、國立政治大學外交研究所碩士。
2001年起擔任公務人員，先後派往駐紐約臺北經濟文化辦事處、駐澳大利亞臺北經濟文化辦事處，以及歷任外交部領事事務局科長、外交部外交及國際事務學院主任秘書、外交部國際組織司／國際合作及經濟事務司副司長等職務，現任駐休士頓臺北經濟文化辦事處總領事銜處長。

## 職業生涯
2023年6月，駐休士頓辦事處長羅復文，因涉及感情糾紛，由外交部調回臺灣任職。7月，蕭伊芳成為辦事處首位女性處長。